# تيتي كامارا
أبو بكر صديقي «تيتي» كامارا (بالفرنسية: Aboubacar Sidiki Camara)‏، من مواليد 17 نوفمبر 1972 في كوناكري في غينيا، لاعب كرة قدم غيني سابق.
بدأ مسيرته الكروية مع نادي سانت إتيان الفرنسي في عام 1990، ولعب معهم حتى عام 1995، وشارك معهم في 94 مباراة وسجل 16 هدف، وفي عام 1995 انتقل إلى نادي لنس الفرنسي، ولعب معهم حتى عام 1997، وشارك معهم في 63 مباراة وسجل 14 هدف، وفي عام 1997 انتقل إلى نادي مارسيليا الفرنسي، ولعب معهم حتى عام 1999، وشارك معهم في 61 مباراة وسجل 8 أهداف، وفي موسم 1999/2000 انتقل إلى نادي ليفربول الإنجليزي، ولعب معهم 33 مباراة وسجل 9 أهداف، وفي عام 2000 انتقل إلى نادي وست هام يونايتد الإنجليزي، ولعب معهم حتى عام 2003، وشارك معهم في 11 مباراة، وفي عام 2003 أعير إلى نادي الاتحاد السعودي، وفي موسم 2003/2004 انتقل إلى نادي السيلية القطري، ولعب معهم 20 مباراة وسجل 14 هدف، وفي موسم 2005/2006 انتقل إلى نادي أميينز الفرنسي، ولعب معهم 26 مباراة وسجل 9 أهداف.
و قد لعب مع منتخب غينيا لكرة القدم 37 مباراة وسجل 10 أهداف.

## روابط خارجية
- تيتي كامارا على موقع الاتحاد الدولي (مؤرشف)  (الإنجليزية)
- تيتي كامارا على موقع الاتحاد الأوربي (الإنجليزية)
- تيتي كامارا على موقع قاعدة بيانات كرة القدم.إي يو (الإنجليزية)
- تيتي كامارا على موقع ناشيونال فوتبول تيمز (الإنجليزية)
- تيتي كامارا على موقع Soccerbase.com (لاعب) (الإنجليزية)
- تيتي كامارا على موقع عالم كرة القدم.نت (الإنجليزية)